# Hotel Béda Idősek Otthona
A Hotel Béda Idősek Otthona egy 60 férőhelyes, bentlakásos szociális intézmény Baranya vármegyében, a Duna–Dráva Nemzeti Park határán fekvő Felsőbéda-dűlőben. Az otthon 2002 óta nyújt teljes körű ellátást az önellátásra részben vagy teljesen képtelen időskorúaknak, természeti környezetben, a Gemenci erdő szomszédságában.

## Története
- 2001 – megalakul a fenntartó, a Hotel Béda Idősek Lakóotthona Nonprofit Kft.[2]
- 2002. január 15. – a Baranya Megyei Szociális és Gyámhivatal 60 férőhelyre kiadja a működési engedélyt; ekkor nyílik meg az otthon.[2]
- 2018 – energetikai és belső felújítás (napelem-park, modernizált beteghívó rendszer).[1]
- 2019 – a BAMA regionális lap riportot közöl a teljes kihasználtsággal és 12 fős várólistával.[3]
- 2024 – 50 kW-os napelemes rendszer és „Zöld Otthon” minősítés.[1]

## Szolgáltatásai
- 24 órás ápolás, gondozás és orvosi felügyelet
- demens részleg 18 férőhellyel
- fizioterápia, gyógytorna, sószoba
- terápiás kert és erdei sétaút a nemzeti park területéhez kapcsolódva
- heti kétszeri ingyenes buszjárat Pécs és Béda között a hozzátartozóknak[1]

## Épület és környezet
Az intézmény egy kétszintes főépületből és egy egészségügyi szárnyból áll. Az apartmanok többsége egy- vagy kétágyas, saját fürdőszobával. A 2024-ben telepített 50 kW-os napelempark az éves villamosenergia-igény közel 100 %-át fedezi. A parkosított, 1,2 hektáros telek közvetlenül kapcsolódik a nemzeti park erdős területéhez.

## Médiajelenlét
- Élet a Hotel Bédában – 4 perces bemutatkozó film (2018), szabad licenccel elérhető a Vimeo-n
- Rendszeres fotó- és videóbeszámolók a Facebook-oldalon